# Cleopatra e Cesare
Cleopatra e Cesare, o Cleopatra davanti a Cesare (Cléopâtre devant César), è un dipinto a olio su tela del pittore francese Jean-Léon Gérôme, completato nel 1866.

## Storia

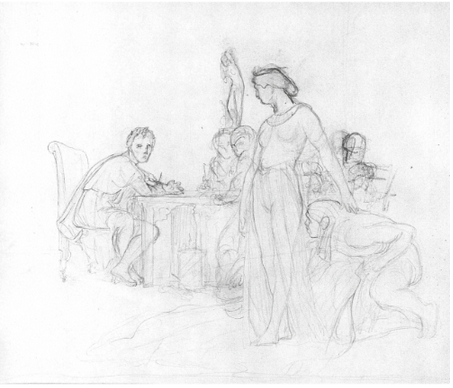
Uno schizzo a matita dell'opera

Il soggetto del dipinto venne suggerito a Gérôme dallo scrittore francese Prosper Mérimée nel dicembre del 1860. L'opera venne commissionata dalla "cortigiana" Esther Lachmann, meglio nota come La Païva, per decorare l'Hôtel de la Païva, il suo hôtel particulier a Parigi, ma il dipinto non le piacque e lo restituì a Gérôme, che nel 1866 lo espose al Salone di Parigi (come César et Cléopâtre) e nel 1871 alla Royal Academy of Arts di Londra (come Cléopâtre apportée à César dans un tapis).
Il quadro fu di proprietà del banchiere californiano Darius Ogden Mills e rimase nella collezione d’arte della famiglia Mills per oltre un secolo fino al 1990, quando venne venduto ad un acquirente privato.

## Descrizione

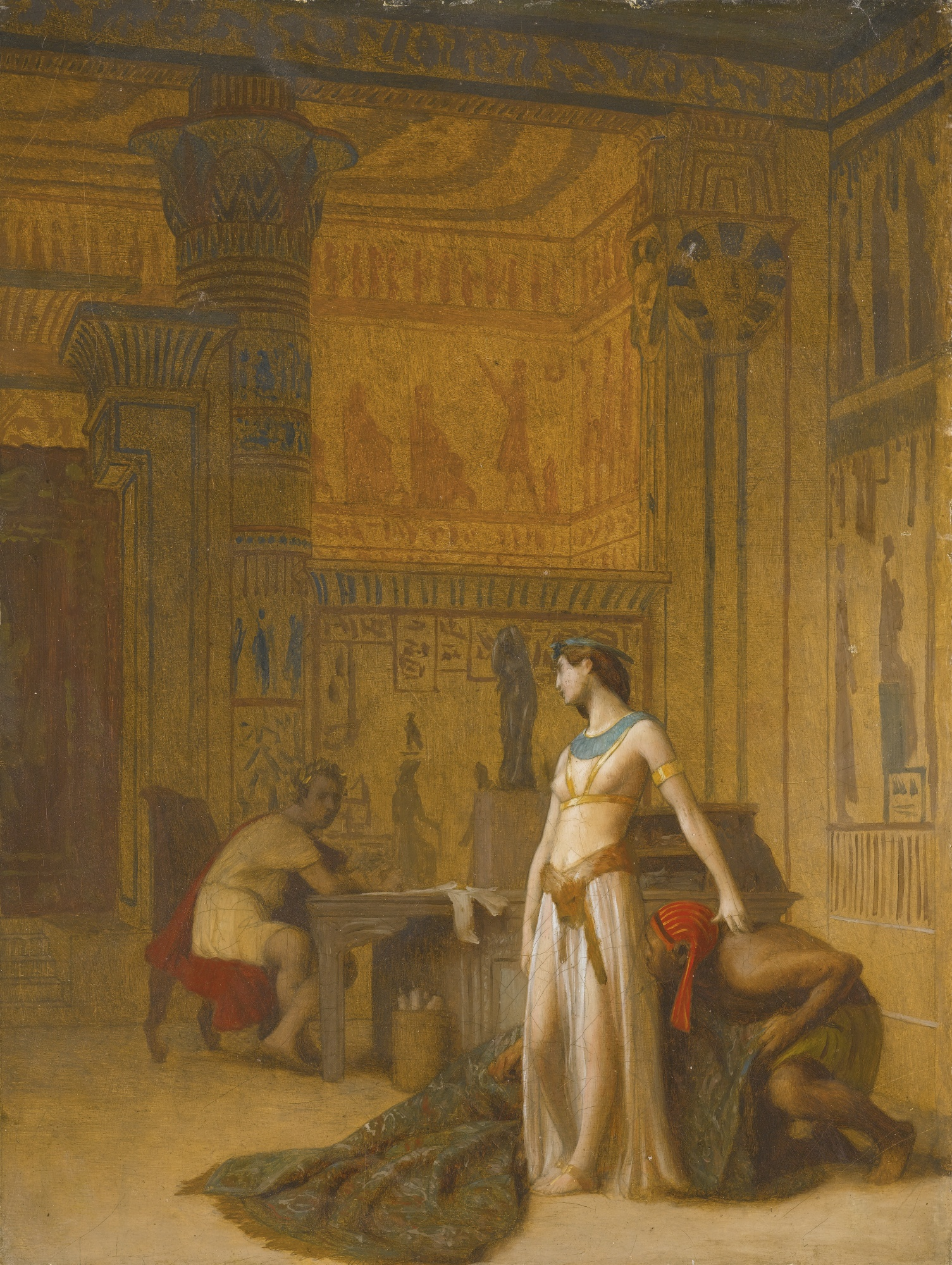
Un'altra versione del dipinto

Il dipinto raffigura il primo incontro tra l'ultima regina d'Egitto, Cleopatra, e il generale romano Gaio Giulio Cesare. La regina viene raffigurata in piedi ed è appena uscita dal tappeto nel quale era stata nascosta dal servitore Apollodoro per intrufolarsi nel palazzo, mentre Cesare è seduto a un tavolo con degli altri personaggi. Le decorazioni interne del palazzo si basano su un disegno raffigurante un tempio a Deir el-Medina tratto dal saggio francese Description de l'Égypte (Descrizione dell'Egitto).
Il dipinto di Jean-Léon Gérôme è una delle prime raffigurazioni moderne di Cleopatra nell'atto di emergere dal tappeto in presenza di Giulio Cesare, tuttavia, questa è un'inesattezza storica dovuta ad una traduzione errata del termine greco usato da Plutarco nella Vita di Cesare per descrivere l'oggetto usato per nascondere la regina. Nella traduzione inglese dei fratelli John e William Langhorne, risalente al 1770, il nome dell'oggetto viene tradotto in "tappeto", ma probabilmente si trattava di una sacca da viaggio. Nonostante l'inesattezza storica, la leggenda di Cleopatra nascosta nel tappeto divenne molto popolare, anche grazie a questo dipinto.

## Accoglienza
L'opera è considerata un esempio classico della cosiddetta "egittomania", l'interesse per la cultura egizia, e divenne popolare grazie alle stampe della Goupil & Cie, gestita dal suocero di Jean-Léon Gérôme.
I rappresentanti del progetto American Egyptomania dell'università George Mason, in Virginia, affermarono che il dipinto è un grande esempio di egittomania e che ha un'atmosfera sensuale e decadente. Lucy H. Hooper definì il quadro un "gemello" di un'opera realizzata in precedenza da Gérôme, ovvero Frine davanti all'Areopago del 1861.

## Nella cultura di massa

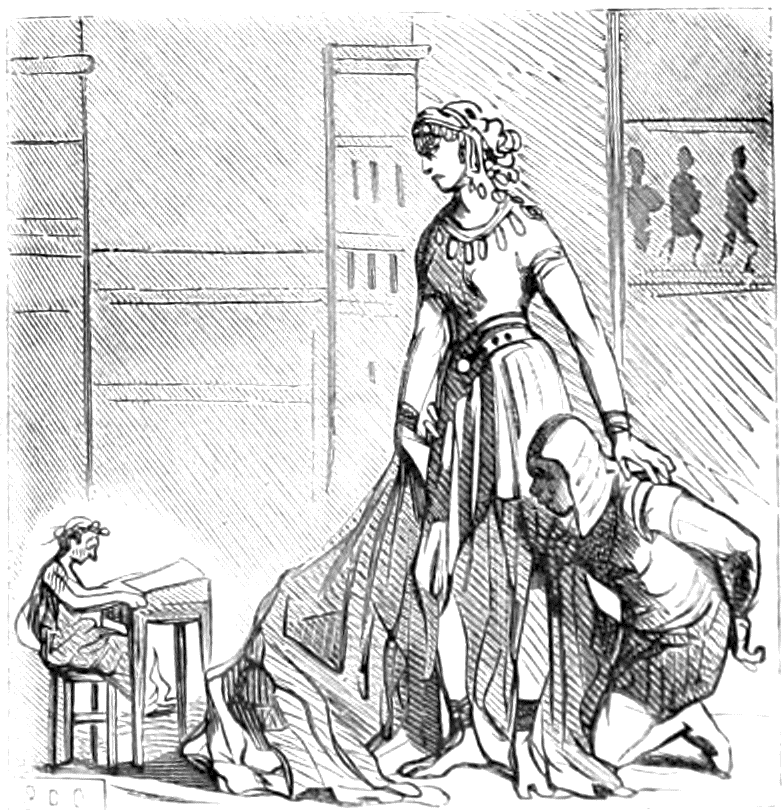
La vignetta di Cham che funge da parodia dell'opera

L'opera venne parodiata in una vignetta, pubblicata sul giornale satirico Le Charivari, del vignettista satirico francese Cham. La didascalia recita: "L’artiste a admirablement rendu combien César se trouvait petit garçon en présente de Cléopâtre" (L'artista ha reso in modo ammirevole quanto Cesare si sentisse un bambino alla presenza di Cleopatra).
Secondo George W. Whiting, il dipinto Cleopatra e Cesare potrebbe aver ispirato il drammaturgo irlandese George Bernard Shaw per una scena del terzo atto della sua opera teatrale Cesare e Cleopatra.